# Nahe dem Leben
Nahe dem Leben (Originaltitel: Nära livet) ist ein in Schwarzweiß gedrehtes schwedisches Filmdrama von Ingmar Bergman aus dem Jahr 1958.

## Handlung
Die noch am Beginn ihrer Schwangerschaft stehende Cecilia wird mit starken Blutungen auf der Entbindungsstation eingeliefert. Kurz nach ihrer Ankunft verliert sie ihr Kind; sie wird zur Beobachtung dabehalten und in ein Zimmer mit zwei anderen Frauen, Stina und Hjördis, gelegt. Stina steht kurz vor der Entbindung, während das Arbeitermädchen Hjördis ebenfalls wegen Blutungen unter Beobachtung steht. Später erfährt der Zuschauer, dass Hjördis’ Blutungen durch ihren Versuch, eine Fehlgeburt herbeizuführen, ausgelöst wurden.
Bei einem Besuch ihres Mannes Anders wirft Cecilia ihm vor, das Kind nicht gewollt zu haben, weil sie beide eine lieblose Ehe führten, und klagt sich selbst der Schwäche an. Während ihrer Auseinandersetzung fällt das Wort „Scheidung“, und Anders verlässt betroffen die Station. Stina freut sich mit ihrem Mann Harry auf das gemeinsame Kind, Hjördis’ Freund dagegen weigert sich, ins Spital zu kommen. Eine Stationsärztin versucht Hjördis zu überreden, ihr ungewolltes Kind zu bekommen, wogegen diese sich heftig wehrt. Nachts wird Stina, deren Wehen eingesetzt haben, aus dem Zimmer geholt. Hjördis, die allein mit Cecilia zurückbleibt, erzählt, dass ihr Freund sie bereits einmal zur Abtreibung zwang und sie Angst hat, zu ihrer Mutter zurückzukehren, von der sie sich im Streit trennte. Cecilia ermuntert sie, wenigstens einen Kontaktversuch zu unternehmen.
Am nächsten Tag wird Stina zurück in Hjördis’ und Cecilias Zimmer gebracht, ihr Kind wurde tot geboren. Cecilia erklärt sich auf Bitten von Anders’ Schwester bereit, ihn zu empfangen und ihre Trennungspläne zu überdenken. Hjördis entschließt sich, ihr Kind zu bekommen und ruft ihre Mutter an, die ihr anbietet, nach Hause zukommen.

## Hintergrund

### Produktion und Filmstart
Nach dem internationalen Erfolg von Wilde Erdbeeren drehte Bergman seinen nächsten Film nicht für die Produktionsgesellschaft Svensk Filmindustri, für die zu dieser Zeit die meisten seiner Arbeiten entstanden, sondern für die Nordisk Tonefilm. Als Vorlage dienten zwei Erzählungen von Ulla Isaksson, die auch das Drehbuch verfasste. Bergman führte zusätzlich die Figur der Hjördis ein.
Die Studios von Nordisk Tonefilm befanden sich in einer ehemaligen Turnhalle, wo der Film Ende 1957 entstand. Am 31. März 1958 wurde Nahe dem Leben in Schweden uraufgeführt.
In der Bundesrepublik Deutschland lief Nahe dem Leben nicht in den Kinos, sondern erstmals am 25. März 1978 im Fernsehen.

### Position in Bergmans Werk
Bereits Sehnsucht der Frauen (1952) enthielt eine längere Sequenz, die eine der Protagonistinnen kurz vor der Niederkunft in der Entbindungsstation zeigt. Nahe dem Leben spielt jedoch ausschließlich in der Station und verzichtet auf Schauplatzwechsel und Rückblenden. Ingrid Thulins Rolle ähnelt der in Wilde Erdbeeren, auch hier spielt sie eine intellektuelle Frau, die ein Kind von einem Mann erwartet, der selbst keine Kinder will.
Ulla Isaksson verfasste noch für zwei weitere Filme Bergmans das Drehbuch, Die Jungfrauenquelle (1960) und Die Gesegneten (1986).

## Kritiken
Der Film stieß auf ein überwiegend positives Kritikerecho im In- und Ausland, wobei viele Rezensenten den für Bergman vergleichsweise zurückgenommenen, schlichten visuellen Stil heraushoben, den sie mit Adjektiven wie „asketisch“ und „dokumentarisch“ umschrieben. Der Arbetaren lobte, „Bergmans prätentiöse Sprache“ sei „durch eine poetische ersetzt“ worden, und Dagens Nyheter sprach, dank eines exzellenten Drehbuchs und einer „das wahre Leben“ abbildenden Regie, von Bergmans bestem Film und „einem der besten des schwedischen Kinos“ überhaupt. Das Urteil fiel aber keineswegs einhellig aus: Expressen nannte den Film wegen seines Mangels an „bildnerischer Virtuosität“ eine „künstlerische Fehlgeburt“, und Jonas Sima bewertete ihn in einem 1968 geführten Interview mit Bergman als unecht und theatralisch.
In Deutschland bezeichnete das Lexikon des internationalen Films den Film als „sensibel und mit vorzüglichen Darstellerinnen in Szene gesetzt“.

## Auszeichnungen
- Auszeichnung für die Beste Darstellerin auf den Internationalen Filmfestspielen von Cannes 1958 an Ingrid Thulin, Eva Dahlbeck, Bibi Andersson und Barbro Hiort af Ornäs
- Auszeichnung für die Beste Regie in Cannes an Ingmar Bergman